# Karl von Kopal

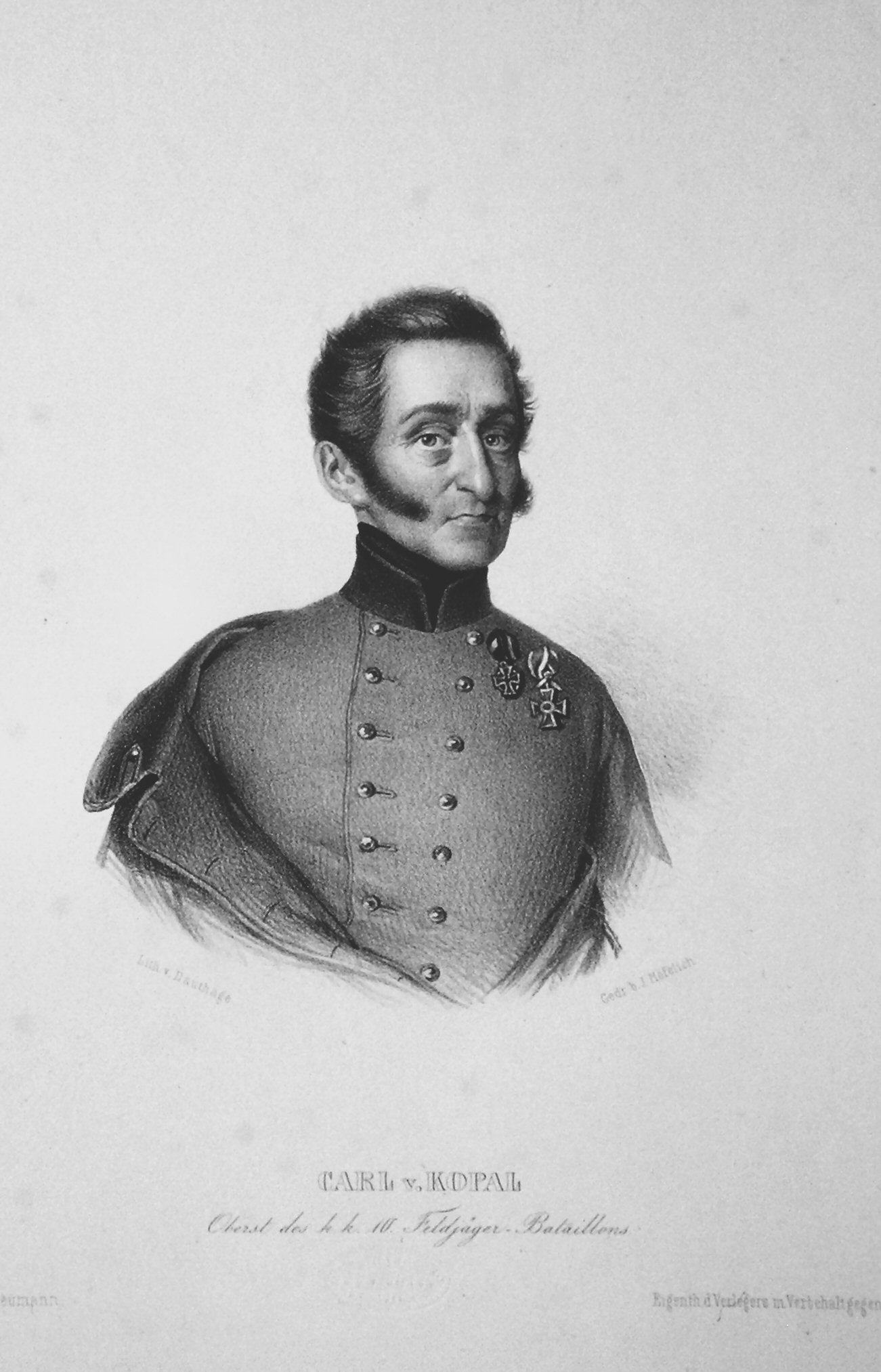
Karl von Kopal, Lithographie von Adolf Dauthage, ca. 1848

Karl von Kopal (* 3. Februar 1788 in Schidrowitz (Ctidružice), Mähren; † 17. Juni 1848 in Vicenza, Italien) war ein österreichischer Offizier.

## Leben
Karl von Kopal besuchte das Gymnasium in Znaim und die Realschule in Nikolsburg. Anschließend trat er als Gemeiner in das k.k. Infanterieregiment Nr. 22 ein, mit dem er an der Schlacht bei Austerlitz teilnahm.
In der Kadettenkompanie in Theresienstadt erhielt er eine kurze Ausbildung und wurde 1809 zum Leutnant im Feldjägerbataillon 6 befördert. Da er sich beim Rückzug nach Regensburg auszeichnete, wurde er noch 1809 außertourlich auch zum Oberleutnant befördert. Im Jahr 1813 nahm er bei der Schlacht bei Leipzig als Kapitänleutnant teil und wurde bereits 1814 zum Hauptmann befördert.
In den Jahren, die er in Garnisonen in Böhmen und Mähren verbrachte, wurde er 1835 zum Major im k.k. Infanterieregiment Nr. 8 befördert. 1836 wurde er Kommandant des Feldjägerbataillons 7 in Fiume,  im Jahr darauf wurde Kopal in den Adelsstand erhoben.
Im Jahr 1841 wurde er zum Oberstleutnant befördert und zum Tiroler Kaiserjägerregiment versetzt. 1846 wurde er als Oberst Kommandant des Feldjägerbataillons 10. Diese Einheit zeichnete sich besonders im Jahr 1848 bei der Verteidigung von Santa Lucia am 6. Mai sowie bei der Einnahme von Vicenza am 10. Juni aus. Kopal selbst wurde dabei schwer verwundet, so dass ihm der rechte Oberarm amputiert werden musste. Einige Tage später starb er jedoch durch Wundfieber an den Folgen dieses Eingriffs. Noch zu seinen Lebzeiten erhielt er den österreichisch-kaiserlichen Leopold-Orden für seine Leistungen in St. Lucia.
Nach seinem Tod wurde Karl von Kopal auf dem deutschen Friedhof von Vicenza beigesetzt. Am 14. Oktober 1911 wurde das vom Bildhauer Gustav Gurschner neu gestaltete Grab feierlich enthüllt. 1978 wurden die sterblichen Überreste und der Grabstein von Vicenza nach St. Pölten überführt, wo er in einem von der Stadt gewidmeten Ehrengrab bei den Gefallenen des Ersten Weltkriegs neuerlich beigesetzt wurde. Grund dafür war die Auflösung des Friedhofs in Vicenza.
Posthum wurde ihm am 27. November 1848 der Militär-Maria-Theresia-Orden verliehen. Seine Kinder Karl (1833–1891), Viktorine (geb. 1835, verheiratete Brand von Santa Lucia), Viktor (1836–1892), Ernestine (1839–1915, verheiratete Henn von Henneberg-Spiegel) und Robert (1842–1866) wurden 1852 in den Freiherrnstand erhoben.

## Museale Rezeption
Im Wiener Heeresgeschichtlichen Museum ist das so genannte Kopalhorn (Ehrentrompete des k.k. Feldjägerbataillons Nr. 10) ausgestellt. Diese Auszeichnung erhielt das Bataillon für die erfolgreiche Erstürmung des Monte Berico bei Vicenza am 10. Juni 1848 unter dem Kommando von Oberst Karl von Kopal, der den bei dieser Schlacht erlittenen Verwundungen schließlich erlag.

## Würdigung
- Am 16. Oktober 1853 wurde in Znaim ein Kopaldenkmal enthüllt.
- 1894 wurde ihm zu Ehren die Kopalgasse im 11. Wiener Gemeindebezirk Simmering benannt.
- Das Bundesheer benannte in der Zweiten Republik die ehemalige Kopalkaserne in St. Pölten nach ihm.
- Lied(text) in 5 Strophen: „Oberst Kopal, der tapfere Held“ mit dem Textanfang „Was soll das Kreuz am Friedhof dort“ (handschriftliche Aufzeichnung im Tiroler Volksliedarchiv, Inv.Nr. 112k,7; 14)

Mehrere Truppenkörper der k.u.k. Armee sowie des Bundesheeres trugen den Namen Kopal als Beinamen oder in ihrem Motto:
- das Jägerbataillon Nr. 10 der k.u.k. Armee (Beiname Kopal)
- Das Kraftfahrjäger-Bataillon Nr. 3 des Bundesheeres der Ersten Republik führte den Ehrennamen Kopal
- Das Jägerbataillon 11 des Bundesheeres der Zweiten Republik trug die Tradition des k.u.k. Jägerbataillon Nr. 10 (auch Kopaljäger genannt) und das Motto Monte Berico, Kopal ruft. Das Bataillon ging später in das Jägerbataillon Niederösterreich auf.
- Das Jägerbataillon Niederösterreich führt seit dem 7. Mai 2012 den Traditionsnamen Kopal[7]